# Apache Iceberg
O Apache Iceberg é um formato de código aberto de alto desempenho para grandes tabelas analítica. O Iceberg permite o uso de tabelas SQL para big data, ao mesmo tempo que possibilita que mecanismos como Spark, Trino, Flink, Presto, Hive, Impala, StarRocks, Doris e Pig trabalhem com segurança com as mesmas tabelas, ao mesmo tempo. Iceberg é lançado sob a licença Apache. O Iceberg aborda os desafios de desempenho e usabilidade do uso de tabelas Apache Hive em ambientes de data lake grandes e exigentes. Os fornecedores que atualmente oferecem suporte a tabelas Apache Iceberg em seus produtos incluem CelerData, Cloudera, Dremio, IOMETE, Snowflake, Starburst, Tabular e AWS.